# Damián Facciuto
Damián Gonzalo Facciuto (nacido en la ciudad de Buenos Aires el 17 de noviembre de 1972) es un exfutbolista argentino. Jugaba como mediocampista, y su primer club fue Argentinos Juniors.

## Carrera
Debutó en el Bicho durante 1992,. pasando a jugar en Racing para la temporada 1995-96. A mediados de 1996 fue transferido a Rosario Central, club en el que se desempeñó durante un año, disputando 28 partidos y marcando tres goles; el primero de ellos fue en el clásico rosarino ante Newell's Old Boys disputado el 3 de noviembre de 1996, válido por la décima fecha del Torneo Apertura y  que finalizó igualado en un tanto. Retornó luego a Racing Club primeramente, y más adelante hizo lo propio en Argentinos. En el año 2000 emigró a Francia, donde jugó por cinco años en Chamois Niortais, equipo del ascenso galo. Retornó a Argentina en 2005 para jugar en Instituto de Córdoba, club en el que se retiró.

## Clubes
| Club               | País      | Año                 | PJ  | Goles |
| ------------------ | --------- | ------------------- | --- | ----- |
| Argentinos Juniors | Argentina | 1993-1995/1998-2000 | 73  | 4     |
| Racing Club        | Argentina | 1995-1996/1997-1998 | 44  | 2     |
| Rosario Central    | Argentina | 1996-1997           | 28  | 3     |
| Niort              | Francia   | 2000-2005           | 136 | 10    |
| Instituto          | Argentina | 2005-2006           | 23  | 0     |